# Тю-э-Мю
Тю-э-Мю (фр. Thue et Mue) — новая коммуна на севере Франции, регион Нормандия, департамент Кальвадос, округ Кан, центр кантона Тю-э-Мю. Расположена в 12 км к западу от Кана и в 15 км к юго-востоку от Байё. Через территорию коммуны проходит автомагистраль N13. В восточной части коммуны находится железнодорожная станция Бретвиль-Норре линии Мант-ла-Жоли―Шербур.
Население (2018) — 6 139 человек.

## История
Коммуна образована 1 января 2017 года путем слияния шести коммун: 
- Бретвиль-л’Оргейёз
- Бруэ
- Ле-Мений-Патри
- Пюто-ан-Бессен
- Сент-Круа-Гран-Тон
- Шё

Центром коммуны является Бретвиль-л’Оргейёз. От нее же к новой коммуне перешли почтовый индекс, код INSEE и статус центра кантона Бретвиль-л’Оргейёз. На картах в качестве координат Тю-э-Мю указываются координаты Бретвиль-л’Оргейёз.

## Достопримечательности
- Церковь Сен-Жермен XIII-XIV веков в Бретвиль-л’Оргейёз
- Шато де ла Мот XVII-XVIII веков в Бретвиль-л’Оргейёз
- Солнечные часы на двух домах в Бретвиль-л’Оргейёз
- Церковь Святого Вигора XIII-XIX веков в Шё
- Церковь Успения Богоматери XIII века в Бруэ
- Церковь Святого Креста XVIII века в Сент-Круа-Гран-Тон

## Экономика
Структура занятости населения:
- сельское хозяйство — 4,3 %
- промышленность — 14,5 %
- строительство — 22,2 %
- торговля, транспорт и сфера услуг — 32,2 %
- государственные и муниципальные службы — 26,8 %

Уровень безработицы (2017) — 6,8 % (Франция в целом —  13,4 %, департамент Кальвадос — 12,5 %). 

Среднегодовой доход на 1 человека, евро (2018) — 23 920 (Франция в целом — 21 730, департамент Кальвадос — 21 490).

## Администрация
Пост мэра Тю-э-Мю с 2017 года занимает Мишель Лафон (Michel Lafont). На муниципальных выборах 2020 года возглавляемый им независимый список был единственным.
| Период | Период | Фамилия      | Партия        | Примечания            |
| ------ | ------ | ------------ | ------------- | --------------------- |
| 2017   |        | Мишель Лафон | Разные правые | бывший мэр коммуны Шё |